# Ben Weyts
Ben L.G. Weyts, né le 12 novembre 1970 à Louvain, est un homme politique belge flamand, membre de la N-VA. Il vit à Tourneppe dans la commune de Beersel.

## Biographie

### Formation
Ben Weyts est diplômé en sciences politiques à l'université de Gand où il a animé  la Vlaams Nationale Studentenunie (VNSU).

### Carrière politique
D'abord assistant universitaire de la Volksunie, il est devenu porte-parole de ce parti puis de la N-VA ; après la nomination en 2004 de Geert Bourgeois comme ministre flamand, Ben Weyts y devient son porte-parole, puis son chef de cabinet de 2005 à 2008.
Il succède à la Chambre à Herman Van Rompuy lorsque celui-ci prend la direction du gouvernement.
En 2011, il est désigné comme nouveau vice-président de la N-VA.
Ses thèmes de prédilection sont les questions communautaires, la division de l'Arrondissement électoral et juridique Bruxelles-Hal-Vilvorde, le fonctionnement de la police et l'efficacité de la gouvernance.
Lors des élections de juin 2010, il est réélu pour la N-VA dans la circonscription électorale de Bruxelles-Hal-Vilvorde. Le 18 octobre suivant, il dépose une proposition pour la division de cet arrondissement électoral et mène les négociations pour la N-VA ; son intransigeance lui vaut, de la part des francophones, le surnom de Ben Laden.
Fin janvier 2011, il attire l'attention des médias francophones en demandant que les professionnels de la santé connaissent la langue de la région dans laquelle ils travaillent ; ainsi devraient-ils être bilingues à Bruxelles.
En mars 2011, il fait trébucher Fernand Koekelberg, commissaire général de la police fédérale, en exhumant une de ses circulaires, et provoque une enquête qui débouche sur la démission du commissaire général.
En décembre 2012, lorsqu'il est reproché à l'ambassadeur belge Jan de Bruyne, étiqueté N-VA, de n'avoir utilisé que le néerlandais lors d'une mission au Congo-Brazzaville, organisée par l'agence à l'exportation flamande et à laquelle s'étaient jointes les agences wallonne et bruxelloise, de n'avoir pas cité une seule fois la Belgique et de s'en prendre au pays hôte, Ben Weyts se fait remarquer en parlant au nom de la N-VA d'« indignation sélective ».
En décembre 2022, le Parlement flamand décide d'interdire la consommation d'alcool dans les coulisses de l'assemblée à la suite d'une intervention de Ben Weyts à la tribune durant laquelle celui-ci, vraisemblablement ivre, tenait des propos confus et incohérents.

## Polémique liée au sympathisant nazi Bob Maes
Le 14 octobre 2014, l'opposition demande sa démission, ainsi que celle du secrétaire d'État Theo Francken, pour avoir assisté quelques jours auparavant, au 90e anniversaire du sympathisant nazi et collaborateur Bob Maes, ex-membre du parti politique pro-nazi VNV (Vlaams Nationaal Verbond) pendant la Seconde Guerre mondiale, et fondateur en 1950 du Vlaamse Militanten Orde (VMO), une milice privée d'extrême droite, interdite depuis 1983. Le VMO était l'héritier direct du mouvement collaborationniste en Flandre et le prolongement des organisations d'extrême droite en Flandre dans l'entre-deux guerres. À la suite de ces révélations, plusieurs partis demandent la démission du ministre flamand de la Mobilité et du secrétaire d'État à l'Asile et la Migration.

## Fonctions politiques
- Membre du CPAS de Beersel (2006-2009);
- Conseiller communal à Beersel (2013-)
- Député fédéral du 31 décembre 2008 au 24 mai 2014.
- Député flamand du 25 mai 2014 au 25 juillet 2014 (devient ministre)
  - Sénateur de communauté (2014-)
- Ministre flamand de la Mobilité et des Travaux publics, du Bien-Être animal et du Tourisme (2014-2019)
- Ministre flamand de l'Enseignement, du Bien-être animal et du Sport (2019-2024)
- Ministre flamand du Budget et des Finances, de la Périphérie bruxelloise, du Patrimoine immobilier et du Bien-être animal (2024-)